# Chikujō (Fukuoka)
Chikujō (jap. 築上町 Chikujō-machi) ist eine Stadt im Chikujō-gun in der Präfektur Fukuoka, Japan.

## Geschichte
Chikujō wurde am 10. Januar 2006 aus dem Zusammenschluss der Gemeinden Shiida (椎田町, -machi) und Tsuiki (築城町, -machi) im Chikujō-gun gegründet.

## Verkehr
- Straße:
  - Nationalstraße 10
- Zug:
  - JR Nippō-Hauptlinie

## Angrenzende Städte und Gemeinden
- Präfektur Fukuoka
  - Yukuhashi
  - Buzen
  - Miyako
- Präfektur Ōita
  - Nakatsu